# Mainzer Weinbörse
La Mainzer Weinbörse est un salon des vins qui se déroule à Mayence à la fin du mois d'avril. Cette manifestation, créée en 1973 comme Rheinhessische Weinbörse, s'était intitulée jusqu'en 1981 la Mainzer Weinbörse. 

## Un grand salon national
La Mainzer Weinbörse ou la bourse du vin mayençaise est la plus grande foire commerciale pour les vins allemands.
Elle présenté sur 4 000 m2 de surface d'exposition moderne dans le hall Rheingoldhalle aux experts internationaux du vin les produits de l'année de Verband Deutscher Prädikats- und Qualitätsweingüter VDP les domaines viticoles plus connue des vins allemands. En totale peut on dégusté à la foire aux vins à Mayence plus de 1500 vins,.
De nombreux séminaires sur le vin avec les meilleurs présentateurs s'accompagnée la Mainzer Weinbörse.
Aujourd’hui, la Mainzer Weinbörse représente le plus grand marché national du vin allemand sur le plan de la qualité, avec un total de 175 exposants. L'événement c'est disponible que pour les visiteurs professionnels de commerce enregistrés et les sommeliers de restauration.